# Taptic Engine

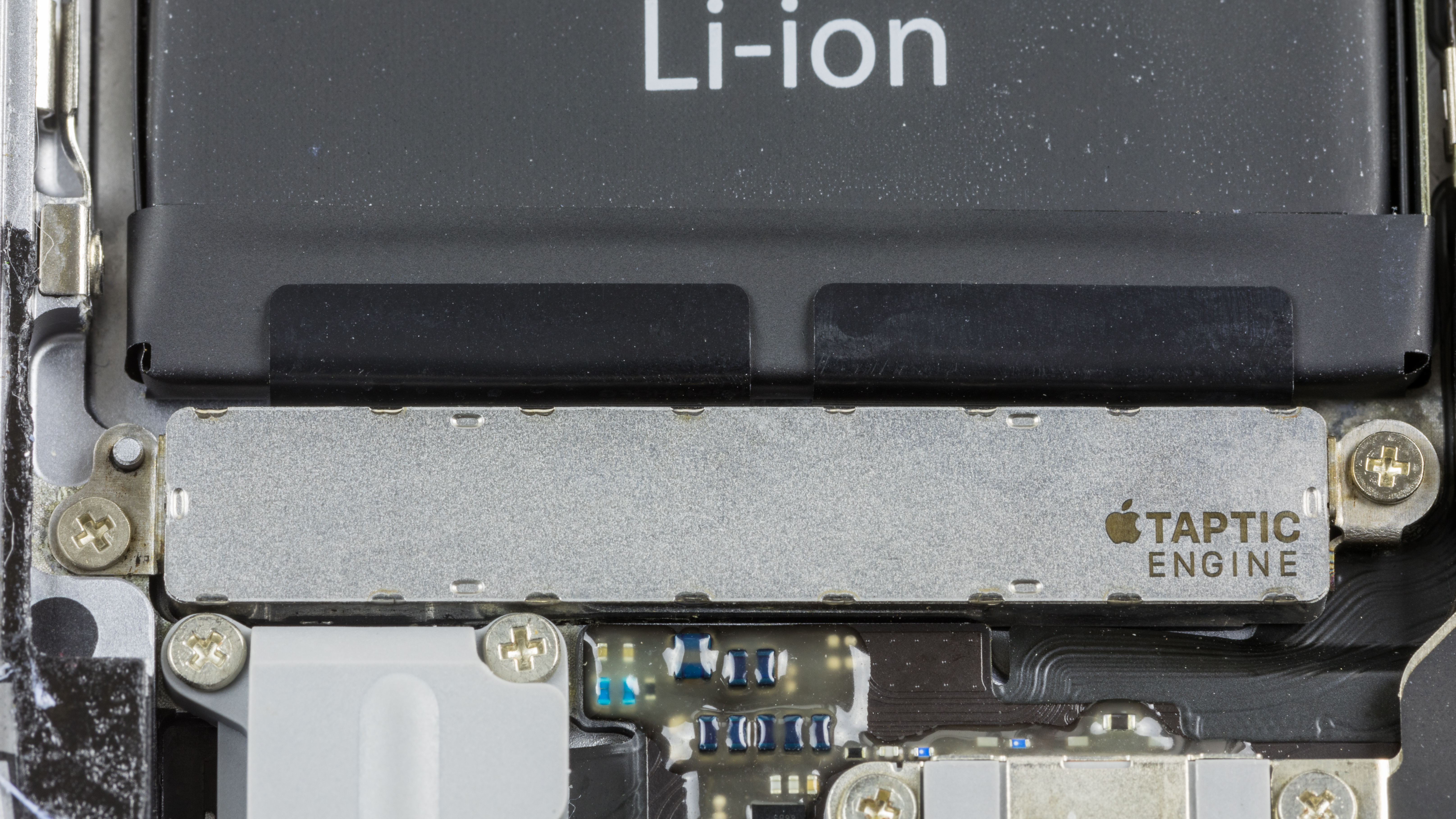
Taptic Engine in einem iPhone 6s

Taptic Engine ist ein von Apple entwickelter Linear-Aktor. Der Name „Taptic“ ist eine Wortkombination aus „Taktil“ (engl.: tactile) und „Haptisch“ (engl.: haptic) und beschreibt den Einsatzzweck des Gerätes. Sie dient zur Erzeugung mechanischer Rückmeldungen für manuelle Eingaben an elektronischen Geräten. Die Taptic Engine ersetzt in einigen Apple-Produkten die Funktion des bis dahin üblichen Vibrationsmotors, wird aber auch in Produkten eingesetzt, in denen zuvor mechanische Funktionen durch rein elektronische Funktionen ersetzt wurden.

## Geschichte
Erstmals gezeigt wurde die Taptic Engine im Rahmen der Veröffentlichung der Apple Watch und des 12″ MacBook am 19. September 2014. Das 12″ MacBook und das 13″ MacBook Pro waren dann auch die ersten beiden Geräte, die mit der Taptic Engine (als mechanischer Bestandteil des „Force Touch Trackpads“) auf den Markt kamen. Im Mai 2015 folgte dann die Apple Watch und im Herbst 2015 das iPhone 6s. Auch das separat erhältliche Magic Trackpad 2 wird seit 2015 mit der Taptic Engine ausgestattet, um den markanten Druck auf das Trackpad zu simulieren. Im iPhone 7 setzt Apple die Taptic Engine erstmals in einem iPhone nicht nur als Vibrationsmotor-Ersatz ein, sondern auch zur Simulation eines Tastendrucks auf den inzwischen nicht mehr mechanischen Homebutton.

## Funktionsweise

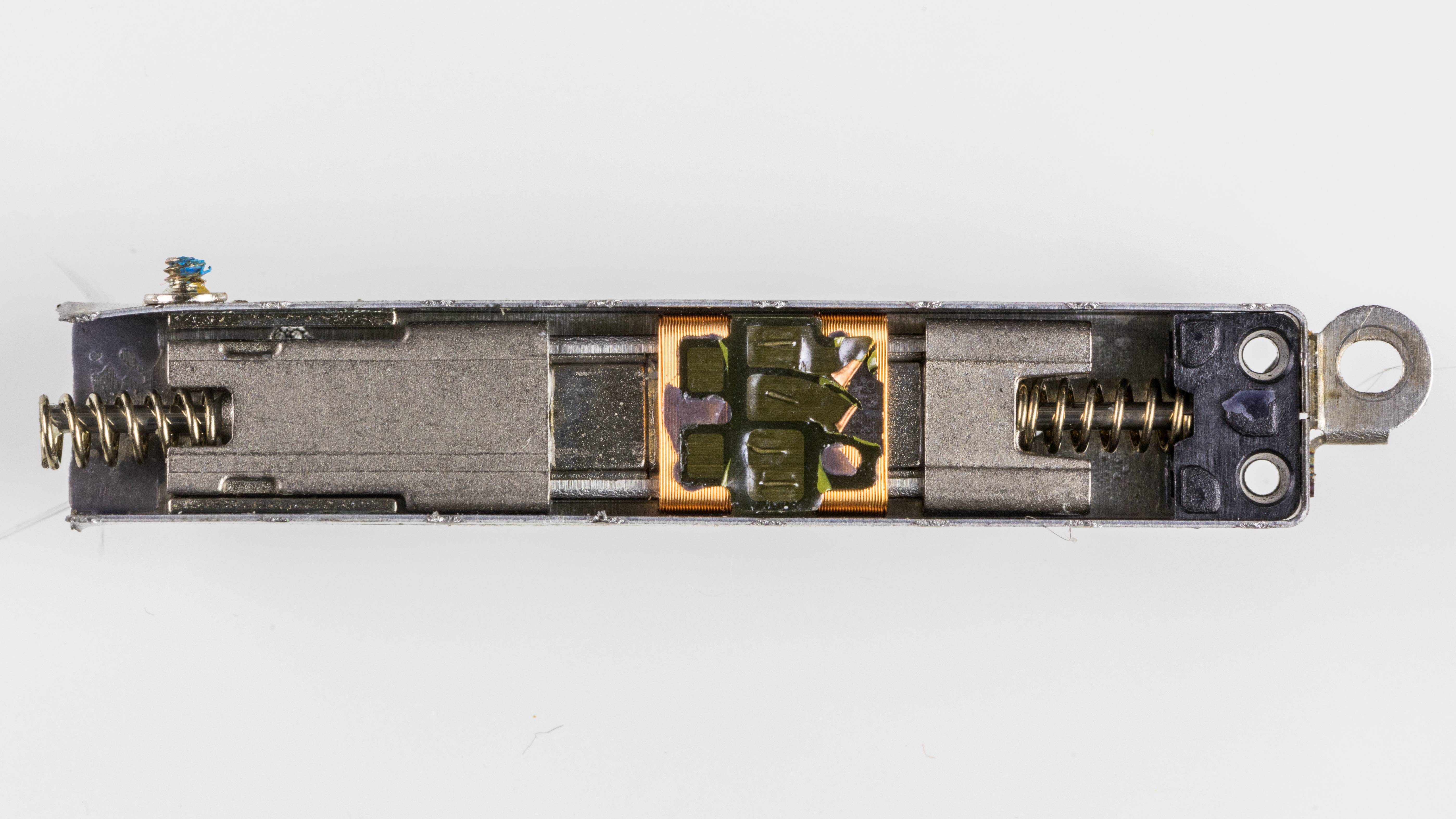
Innenansicht

Die Taptic Engine ist ein elektromagnetischer Linear-Aktor. Ein federnd gelagerter, verhältnismäßig schwerer Metallstift wird dabei durch einen oder mehrere Elektromagneten angezogen. Je nach Stärke und Frequenz der Magnetkraft können dadurch einfache Vibrationen, aber auch präzise Stöße erzeugt werden.

## Vor- und Nachteile
Der größte Vorteil der Taptic Engine gegenüber einem klassischen Vibrationsmotor liegt in der Präzision und möglichen Vielfalt der mechanischen Rückmeldungen. So können Vibrationen unterschiedlicher Stärke und Frequenz erzeugt werden, aber auch pointierte, singuläre Rückmeldungen, wie etwa ein einfacher Stoß. Dadurch kann beispielsweise ein mechanischer Tastendruck nahezu lebensecht simuliert werden, ohne dass mechanische Schalter eingesetzt werden müssen. Apple nutzt diese Art der Rückmeldung unter anderem in seiner Force Touch genannten Technologie, um unterschiedliche Druckstärken auf ein Display mit unterschiedlichen haptischen Rückmeldungen zu versehen. Über eine entsprechende Programmierschnittstelle bietet Apple Entwicklern eine umfangreiche Sammlung vorgefertigter Rückmeldungen zum Einsatz in eigenen Apps an.
Vibrationsmotoren können aufgrund ihrer Funktionsweise hingegen nur vibrieren. Zudem braucht ein Vibrationsmotor einige Umdrehungen, bis die Schwungmasse eine ausreichende Rückmeldung erzeugt. Daraus resultiert eine spürbare zeitliche Verzögerung der Rückmeldung. Durch diese Anlauf- und Auslaufzeiten des Motors sind zudem keine singulären Rückmeldungen wie Schlag oder Stoß möglich und auch die Vibrationsfrequenz ist nur eingeschränkt steuerbar.
Nachteilig gestaltet sich der teilweise erheblich größere Platzbedarf und das höhere Gewicht der Taptic Engine, gerade im Bereich mobiler Endgeräte. Des Weiteren ist die Taptic Engine im Gegensatz zu Vibrationsmotoren anfälliger für Schäden. Die feine Mechanik der Taptic Engine hat nicht nur eine höhere Anzahl an beweglichen Teilen, sondern kann auch möglicherweise durch die Energie, die bei einem Sturz eines Endgeräts aufkommt, beschädigt werden.